# Graham Payn
Graham Payn (Pietermaritzburg, 25 aprile 1918 – Svizzera, 4 novembre 2005) è stato un attore e cantante sudafricano naturalizzato britannico.
Cominciò la propria carriera come voce bianca prima di diventare un noto cantante ed attore.

## Biografia

### Una voce bianca
Graham Payn nacque in Sudafrica a Pietermaritzburg, il 25 aprile 1918, da genitori britannici, Francis Dawnay Payn e Sybil Graham. Venne educato in Sudafrica e, dopo il divorzio dei genitori, tornò a Londra dove fece il suo debutto all'età di 13 anni recitando al London Palladium nel Peter Pan.
Nel 1931 fu scritturato come voce bianca dalla BBC accanto al cantante Derek Oldham e all'attrice Mabel Constanduros e il contratto venne rinnovato sia nel 1932 che nel 1933. Se Ernest Lough era stato nel 1927 la prima voce bianca solista ad essere conosciuta a livello internazionale grazie ad una registrazione su disco, Payn fu la prima voce bianca ad apparire in una serie di filmati sonori, realizzati della British Pathé, che lo resero celebre in tutto il mondo. Nel 1932 Payn fece un'audizione con Noël Coward e Charles B. Cochran per lo spettacolo di rivista Words and Music. Il brano che cantò ed il suo numero di tip-tap gli consentirono di prodursi in altri due brani, uno in apertura ed uno al termine dello spettacolo, andando in scena per 163 sere. Dopo la chiusura della rivista, Payn ottenne un contratto per andare a cantare nei cinema del paese, ma questo venne rescisso quando improvvisamente la sua voce subì un cambiamento. Ormai incapace di continuare a essere una voce bianca, Graham tornò in Sudafrica con la madre e, per guadagnarsi da vivere, mise in piedi una piccola scuola ripercorrendo i passi di tip-tap che aveva precedentemente imparato con il coreografo della compagnia.

### Gli anni della guerra
Nel 1936 Payn tornò in Inghilterra, ormai in grado di cantare come baritono leggero, e fu scritturato per programmi radiofonici e per trasmissione dell'allora nascente televisione. Nel 1939, due settimane prima dell'inizio della seconda guerra mondiale, fece il suo debutto nel West End in Sitting Pretty, uno spettacolo di canti e danze di Douglas Furber, dopodiché i teatri vennero chiusi. Allo scoppio del conflitto, Payn si arruolò volontario, ma un'ernia lo rispedì a casa dopo poche settimane.
Nel 1941-1942 apparve nello spettacolo di rivista Up and Doing insieme a Stanley Holloway, Leslie Henson, Binnie Hale e Cyril Ritchard, interpretando successivamente anche Fine and Dandy, in cui cantò alcune canzoni di Noël Coward. Una sera Coward andò dietro le quinte per incontrare gli attori: come ricorda lo stesso Payn, quell'incontro con quell'uomo importante che non vedeva da tempo lo rendeva assai nervoso, ma Coward ebbe per gli attori solo complimenti. L'anno dopo Payn annunciò il proprio matrimonio con Sheila Ascoli, che tuttavia non fu mai celebrato. Nei due anni successivi lavorò in The Lilac Domino e nella versione di Alice nel paese delle meraviglie scritta da Clemence Dane e Richard Addinsel, nel ruolo della Falsa Tartaruga. Nel 1945, mentre stava lavorando in The Gaieties di Leslie Henson, Noël Coward andò da lui offrendogli un ruolo nella rivista Sigh no More. Secondo le parole di Payn, quell'incontro segnò l'inizio della sua relazione professionale e personale con Coward, che sarebbe durata per tutta la vita.

### Il legame personale e professionale con Noël Coward
Coward si impegnò costantemente per promuovere la carriera del proprio compagno, tanto che arrivò a sopravvalutarlo ampiamente. Nelle sue interpretazioni Payn riceveva critiche favorevoli, ma sembrava mancare dello spirito di iniziativa che era necessario per divenire una star, come egli stesso riconobbe. Anche Coward se ne rese conto e scrisse «Egli è, temo, un uomo che ha bisogno di un traino. So che la sua carriera teatrale non è stata brillante, ma vi sono altre imprese da perseguire. Lui dorme e dorme ed i giorni passano. Io lo amo caramente e per sempre, ma questa sua mancanza di iniziativa in ogni ambito è un cattivo auspicio per il futuro. Io intendo, e ne sono felice, vegliare su di lui per il resto della vita, ma deve fare qualcosa».
Il 1951 vide Payn recitare al Lyric Theatre di Hammersmith nello spettacolo  The Lyric Revue che raccoglieva il contributo di molti autori; oltre a Coward, vi parteciparono infatti anche Michael Flanders, Donald Swann e Cole Lesley. Lo spettacolo ebbe un buon successo e venne spostato al Teatro del West End, mentre l'anno seguente ne venne fatta una rivisitazione, intitolata The Globe Revue, che ebbe sei mesi di repliche. La prima commedia americana di Payn fu Tonight at 8:30, scritta da Coward, in cui recitò con Gertrude Lawrence, spettacolo che ebbe successo ovunque, ma non a Broadway. Tornato a Londra, recitò in altri lavori del suo compagno, Pacific 1860, Ace of Clubs, After the Ball, Waiting in the Wings. Benché le prestazioni di Payn fossero accolte con favore, gli spettacoli in sé non furono un successo. Nel 1960 ebbe un ruolo da protagonista ne Il divo Garry, un'altra opera di Coward.
Nel 1949 Payn cominciò a lavorare saltuariamente anche nel cinema, debuttando nel film Boys in Brown, un dramma carcerario con Dirk Bogarde e Richard Attenborough, mentre fu accanto a Coward in Lo spirito, la carne, il cuore (1950) e in Un colpo all'italiana (1969), nel quale Coward interpretò il ruolo della mente criminale e Payn quello del suo ossequioso assistente.
Nel 1973 Coward morì e Payn lasciò le scene per occuparsi con grande dedizione ed impegno della Coward Estate. Il commediografo Philip Hoare scrisse che «Graham ha sconfessato la concezione che Noël aveva di lui, quella di un illetterato, piccolo sciocco, sia nell'amministrazione della Coward Estate, sia con la pubblicazione delle proprie memorie. Egli era un uomo generoso e semplice, e mancherà a molti amici».
Nel 1988 Payn donò la Firefly Estate, che era stata proprietà sua e del compagno, al Jamaica National Heritage Trust, poiché da quando era rimasto solo non riusciva più ad andarci.
Si ritirò quindi nella casa che aveva condiviso con Coward in Svizzera, dove morì il 4 novembre del 2005.

## Filmografia parziale
- Boys in Brown, regia di Montgomery Tully (1949)
- Lo spirito, la carne, il cuore (The Astonished Hearth), regia di Antony Darborough e Terence Fisher (1950)
- Scotland Yard: mosaico di un delitto (Jigsaw), regia di Val Guest (1962)
- Un colpo all'italiana (The Italian Job), regia di Peter Collinson (1969)